# بلورچنسک، کراسنودار
شهر بلورچنسک، کراسنودار (به روسی: Белореченск) در کشور روسیه و در کرای کراسنودار واقع شده‌است.